# Get the Balance Right!
Singles de Depeche Mode
Leave in Silence
(16 août 1982) Everything Counts
(11 juillet 1983)
Pistes de The Singles 81-85
Leave in Silence Everything Counts
Get the Balance Right! est une chanson du groupe Depeche Mode composée par Martin Gore. Elle est éditée en single par Mute Records le 31 janvier 1983. Elle ne figure initialement sur aucun album studio, et s'intercale entre A Broken Frame et Construction Time Again. C'est le premier disque enregistré par le groupe auquel participe Alan Wilder en tant que membre officiel (il avait auparavant accompagné les autres membres en tournée). En face B se trouve The Great Outdoors, une chanson écrite par Martin Gore et Alan Wilder.
Get the Balance Right! marque une évolution dans la musique de Depeche Mode vers des sonorités plus recherchées et une production plus aboutie, annonçant la couleur de l'album à venir. 
Le disque obtient la 13e place des charts britanniques. Aux États-Unis, elle ne se classe que dans le Hot Dance Club Songs du magazine Billboard où elle occupe la 31e position.
Au mois de mars 1983 sort un EP en édition limitée numérotée avec une pochette bleue intitulé Get the Balance Right and live tracks, comportant la chanson et sa version remixée, agrémentées de titres enregistrés en public. Il sera suivi par deux autres dans le même esprit (voir détail dans l'article Construction Time Again).
Le premier album sur lequel figurera cette chanson est la compilation People Are People sortie durant l'été 1984 exclusivement en Amérique du Nord, ce single se retrouvera également l'année suivante sur une autre compilation : The Singles 81-85.

## Clip musical
Dans le clip musical, c'est Alan Wilder qui est vu chanter les premières paroles de la chanson, alors que c'est Dave Gahan qui devrait chanter. Le groupe n'a pas osé dire au réalisateur que c'était Gahan le chanteur. Pour une raison quelconque, le réalisateur pensait que le chanteur du groupe était Wilder et donc le groupe était trop embarrassé pour relever son erreur, le clip reste donc ce qu'il est de nos jours. Il n'a jamais été commercialisé.  

## Liste des chansons
Toutes les chansons sont écrites par Martin Gore, à l'exception de The Great Outdoors! qui a été écrite par Martin Gore et Alan Wilder.

### Single vinyle 7"
UKMute / 7Bong2
| No | Titre                  | Durée |
| -- | ---------------------- | ----- |
| A. | Get the Balance Right! | 3:12  |
| B. | The Great Outdoors!    | 5:01  |

### Single vinyle 12"
UKMute / 12Bong2
| No  | Titre                                                                                  | Durée |
| --- | -------------------------------------------------------------------------------------- | ----- |
| A.  | Get the Balance Right! (Combination Mix)                                               | 7:57  |
| B1. | The Great Outdoors!                                                                    | 5:01  |
| B2. | Tora! Tora! Tora! (Live, enregistré le 25 octobre 1982 au Hammersmith Odeon à Londres) | 4:00  |

UKMute / L12Bong2 (Édition limitée)
| 1. | Get the Balance Right! | 3:12 |

| 1. | My Secret Garden (Live, enregistré le 25 octobre 1982 au Hammersmith Odeon à Londres)  | 7:28 |
| 2. | See You (Live, enregistré le 25 octobre 1982 au Hammersmith Odeon à Londres)           | 4:11 |
| 3. | Satellite (Live, enregistré le 25 octobre 1982 au Hammersmith Odeon à Londres)         | 4:28 |
| 4. | Tora! Tora! Tora! (Live, enregistré le 25 octobre 1982 au Hammersmith Odeon à Londres) | 4:00 |

USSire / 0-29704
Sorti le 7 septembre 1983, les deux premières chansons sur la face B sont répertoriées comme une seule chanson sur la jaquette alors qu'elles sont bien séparées.
| 1. | Get the Balance Right! (Combination Mix) | 7:57 |

| 1. | The Great Outdoors!                                                                    | 5:01 |
| 2. | Tora! Tora! Tora! (Live, enregistré le 25 octobre 1982 au Hammersmith Odeon à Londres) | 4:00 |
| 3. | Get the Balance Right! (Mix édité (le même que la version originale))                  | 3:12 |

### Single CD
UKMute / CDBong2
Sorti le 25 novembre 1991, de la compilation singles n°2.
USSire/Reprise 40295-2
Sorti le 26 novembre 1991, de la compilation singles n°2.
USReprise CD BONG 2 (R2 78890A)
Sorti le 30 mars 2004, de la compilation singles n°1 ressortie.
| No | Titre                                                                                  | Durée |
| -- | -------------------------------------------------------------------------------------- | ----- |
| 1. | Get the Balance Right!                                                                 | 3:12  |
| 2. | The Great Outdoors!                                                                    | 5:01  |
| 3. | Get the Balance Right! (Combination Mix)                                               | 7:57  |
| 4. | Tora! Tora! Tora! (Live, enregistré le 25 octobre 1982 au Hammersmith Odeon à Londres) | 4:00  |

## Classements
| Hit parade (1983) | Meilleure position |
| ----------------- | ------------------ |
| Allemagne         | 38                 |
| États-Unis        | 31                 |
| Irlande           | 16                 |
| Royaume-Uni       | 13                 |
| France            | 61                 |